# Hjortons pulver

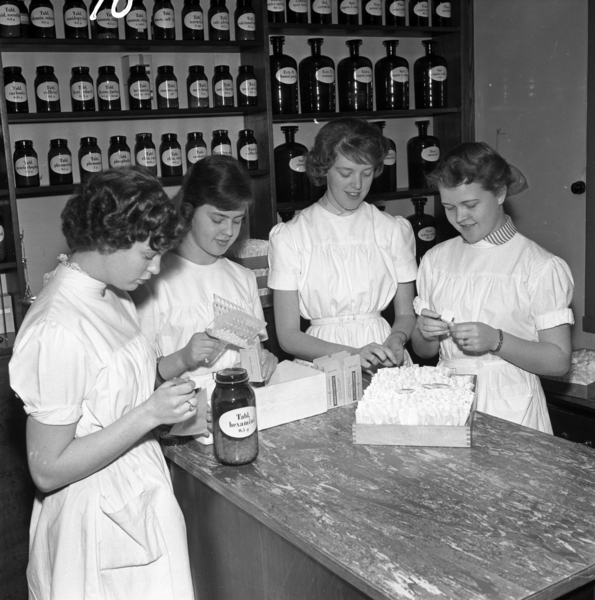
Personalbild vid tillverkning av Doktor Hjortons pulver "en sippa" på Apoteket Svanen i Huskvarna på 1950-talet. Foto: Conny Rich.

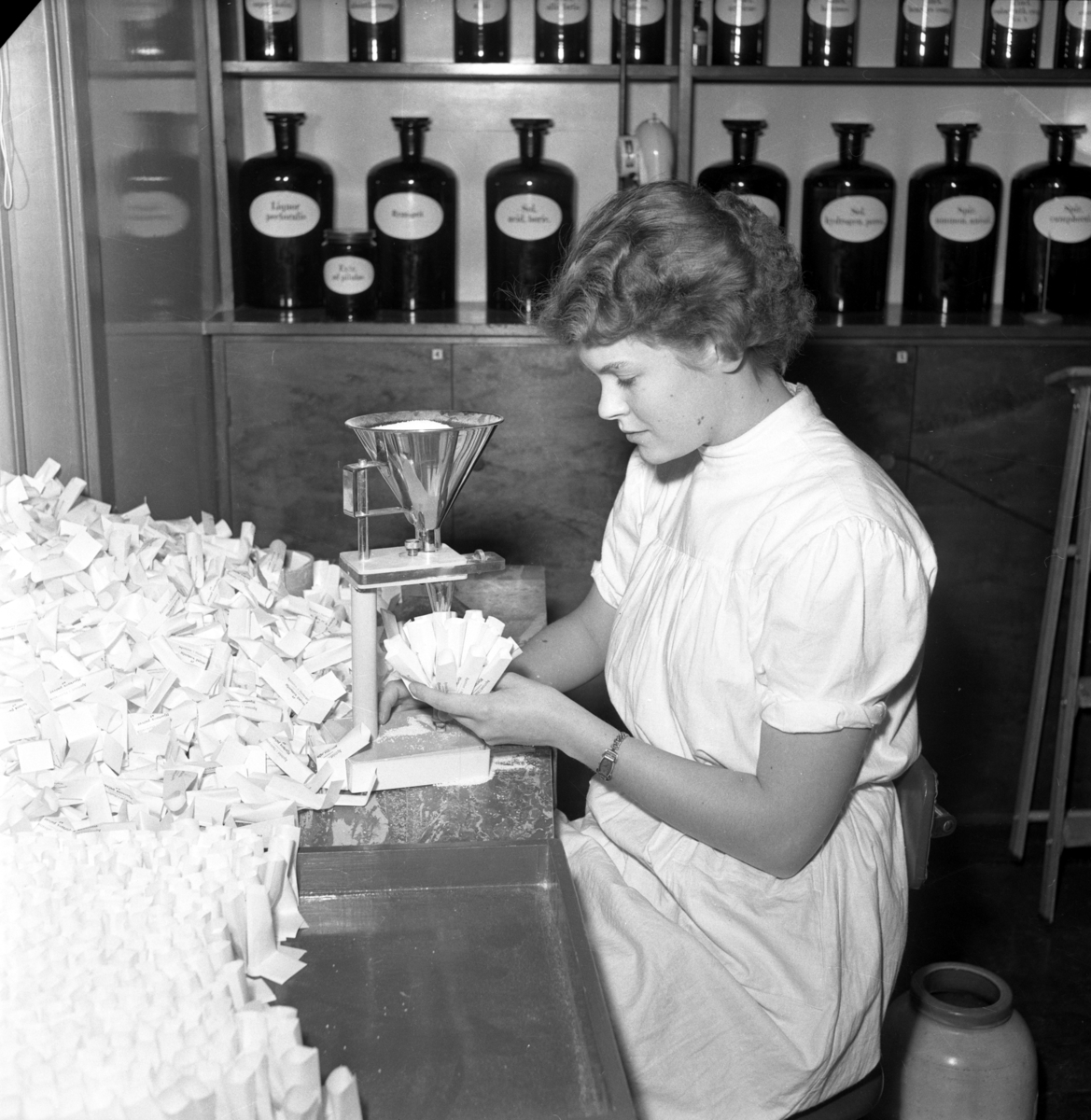
På Apoteket Svanen på Rosenborgsgatan i Huskvarna sitter Yvonne Eriksson och fyller på förpackningar med doktor Hjortons pulver. Det framställdes för att motverka spanska sjukan, men kom att användas av många arbetare på Husqvarna AB som ett uppiggande medel. Med tiden visade det sig vara beroendeframkallande och kunde orsaka allvarliga skador på bland annat njurar och lever. Foto: Conny Rich.

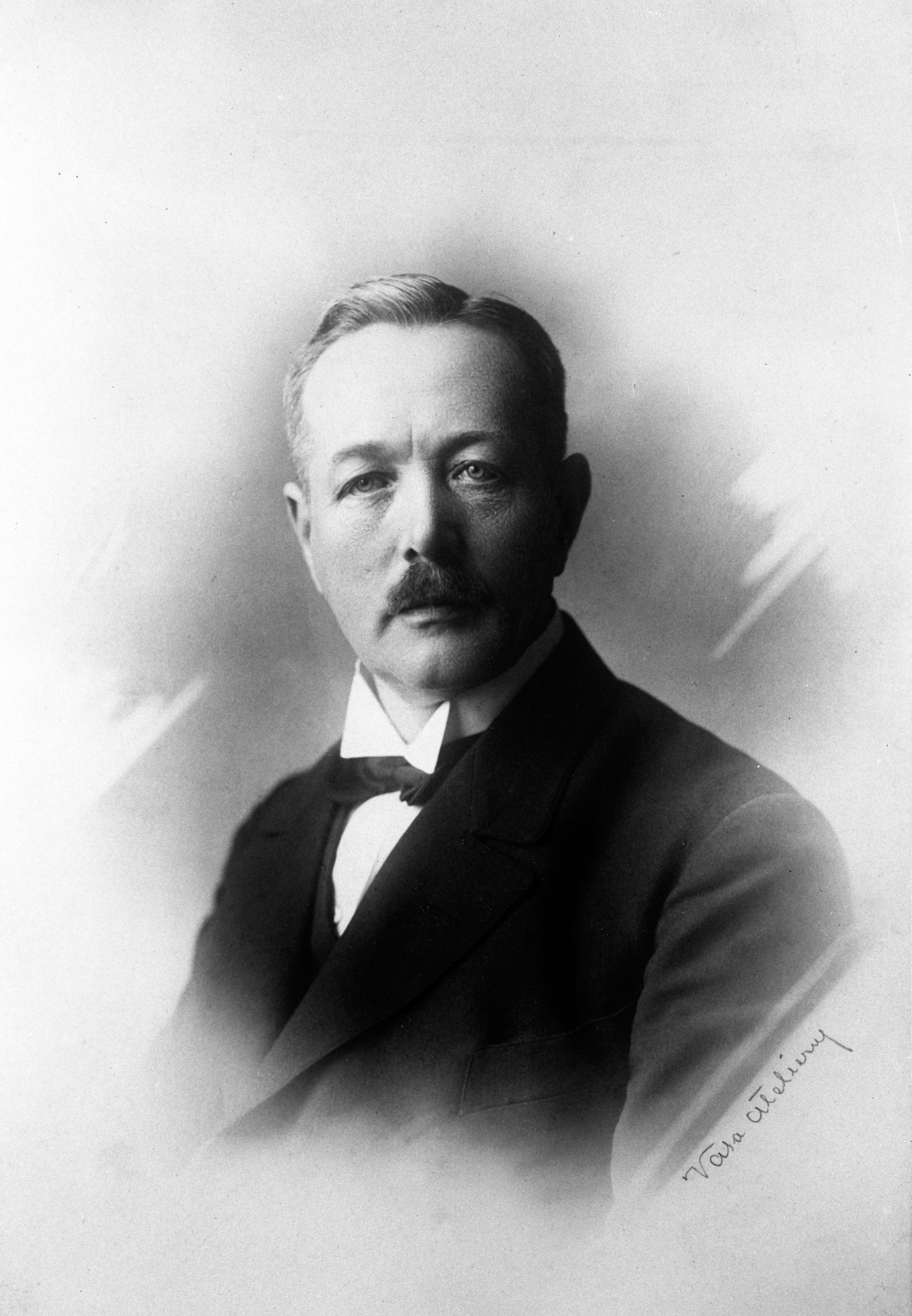
Herman Hjorton (1869-1923) föddes i Kvillinge. Han studerade medicin i Uppsala, blev legitimerad läkare 1903 och öppnade samma år en praktik i Huskvarna.

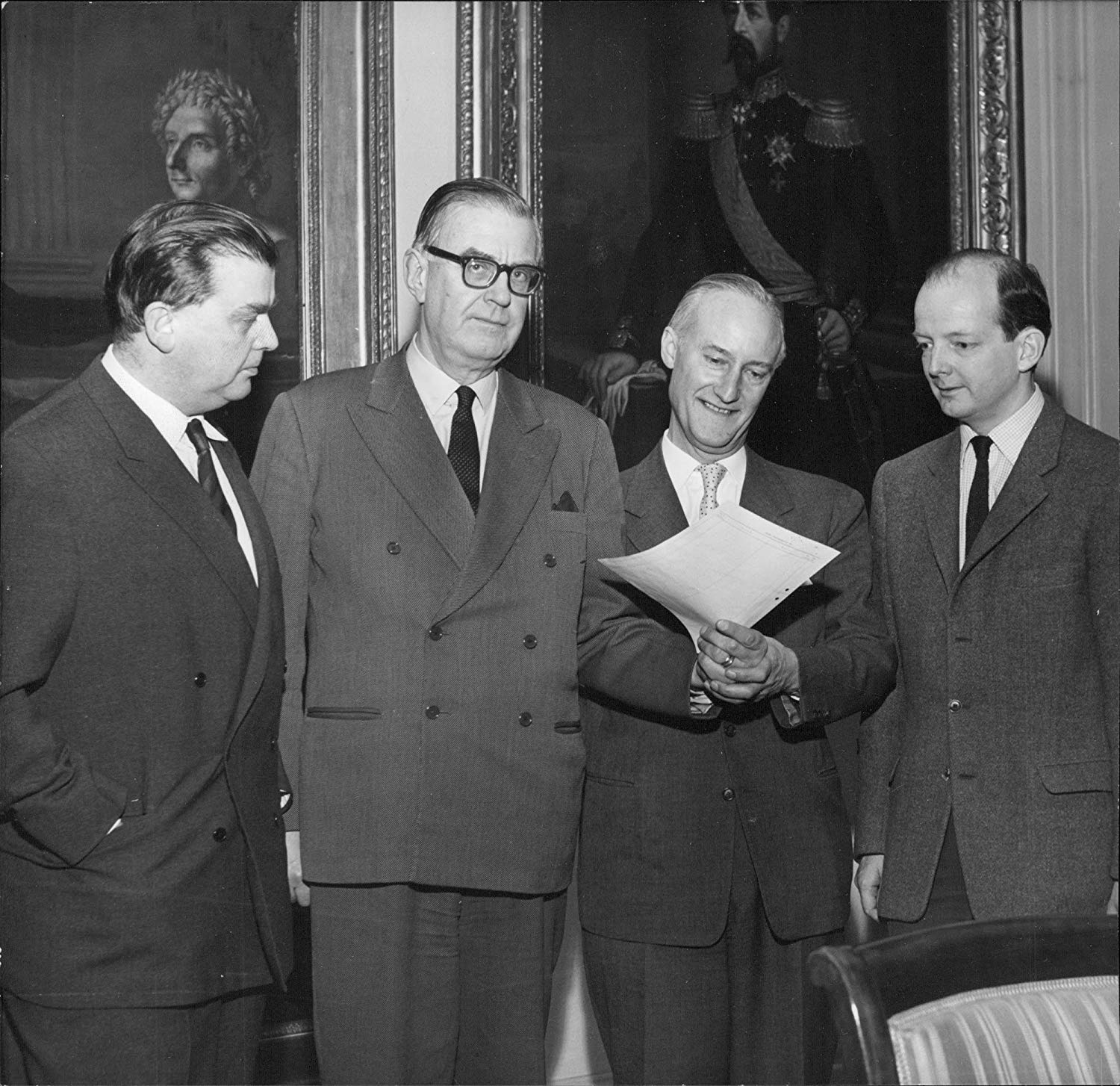
Från vänster: Bertil Hood, Arthur Engel, Kurt Grimlund och Lars Engstedt.

Dr. Hjortons pulver, i folkmun även kallat för sippa, möjligtvis på grund av att dess färg påminde om vitsippor, var ett stimulerande pulver, som först framställdes av läkaren Herman Hjorton i Huskvarna. Pulvret togs fram i början av 1910-talet och spreds snabbt i Huskvarna i samband med att spanska sjukan härjade i staden liksom i övriga Europa. Eftersom det inte fanns några botemedel mot sjukdomen användes pulvret för att lindra sjukdomssymptomen. 
Med tiden kom pulvret, som bestod av koffein, fenacetin och fenazon, att i stället i Huskvarna användas som njutnings- och uppiggande medel. Som mest såldes under 1950-talet 8 000 påsar dagligen. Studier under början av 1960-talet visade att fenacetin kunde ha negativa hälsoeffekter, och Husqvarnas fabriksläkare Kurt Grimlund kunde i en avhandling koppla samman arbetarnas höga användning av pulvret med allvarliga skador på njurar och lever. Bland annat hade Huskvarna under tiden som pulvret var vanligt mångdubbelt antal dödsfall av uremi än andra jämförbara svenska städer. Efter avhandlingen receptbelades fenacetinet och 1983 förbjöds det helt.

## Bakgrund
År 1903 öppnade Herman Hjorton en läkarpraktik i Huskvarna, som därmed fick stadens första läkare. Hjorton kom från Kvillinge i Östergötland, där han föddes 10 maj 1869. 1890 avlade han studentexamen i Linköping, och 1903 blev han legitimerad läkare i Uppsala. Han var således helt nybliven läkare när han öppnade sin praktik i Huskvarna. Han fick snabbt ett gott rykte i staden, och engagerade sig för samhället. Han var exempelvis medlem i stadens skolfullmäktige och arbetade på frivillig basis intensivt för att få folk att dricka brunnsvatten, eftersom det fanns en närliggande källa som visade sig ha vatten av mycket hög kvalitet.
Omkring 1918 härjade spanska sjukan, en aggressiv och dödlig form av influensa som också kunde leda till dödlig lunginflammation. Till skillnad från många andra influensaformer drabbade spanska sjukan i särskilt hög grad unga, i övrigt friska människor, så även i Huskvarna. Det fanns inget botemedel mot sjukan, som ledde till hög feber och muskelvärk. För att lindra smärtorna blandade Hjorton samman ett pulver av 150 mg koffein, 500 mg fenazon och 500 mg fenacetin.
Koffeinet verkade stimulerande, och fenazonet och fenacetinet verkade smärtstillande och febernedsättande. Både fenazonet och fenacetinet fanns sedan 1901 i den Svenska farmakopén. Den nya sammansättningen i det pulver som Hjorton sålde på sitt apotek, vilket skulle blandas ut med lite vatten, minskade således symptomen för de som drabbades av spanska sjukan.
Hjorton dog 54 år gammal den 8 maj 1923, och fick vad som har sagts vara den största begravningen i Huskvarnas historia. På gravstenen på Huskvarna kyrkogård finns inskriptionen "TACKSAMHET OCH VÄNSKAP RESTE VÅRDEN TILL MINNE AV EN OSJÄLVISK LIVSGÄRNING."

## Pulvrets användning
| ”                                         | ”I trakterna kring Jönköping-Huskvarna med omnejd, med högt religionstryck, (frimicklarna) och förbud och motvilja mot alkohol och supande tog man i stället för spriten till Hjortons pulver som ett uppiggande berusningsmedel. Detta ledde till ett lokalt missbruk som kan klassas som ett beroendemissbruk och som kom att leda till en hög frekvens av njurskador. Detta uppmärksammades bland annat av läkare knutna till Huskvarna.” | „ |
| – Björn Lindeke, Apotekarsocieteten, 2010 | |   |

Det var inte bara de som drabbades av spanska sjukan som fann pulvret stimulerande, utan också allt fler friska invånare i Huskvarna. Pulvret ökade därför snabbt i försäljning, även när pandemin hade mattats av. Anledningen var att det verkade stimulerande, ökade effektiviteten och styrkan liksom människors energinivåer, och sågs som ett njutningsmedel, inte minst bland arbetarna på Husqvarna. Dessutom var pulvret receptfritt, och det fanns på så vis inga restriktioner eller begränsningar av hur mycket som kunde köpas. Bruket bredde ut sig allt mer över staden, och fick även begränsad spridning runtom i Sverige. Framförallt bredde användningen ut sig bland arbetarna på Husqvarnafabriken. Kurt Grimlund, fabriksläkaren vid Husqvarna som upptäckte sambandet mellan pulvret och dödsfall av uremi, menar att en anledning till att pulvret fick en så utbredd användning vid Husqvarnafabriken var att arbetarna ville förhöja sin arbetsprestation. Med hjälp av pulvret blev de starkare och snabbare i fingrarna, muskelvärk och ledvärk avtog och huvudvärk lindrades. Dessutom blev man effektivare och mer energisk, och med tanke på att allt fler jobbade med ackordslöner, något som blev allt vanligare från 1920-talet, fanns det goda incitament till att använda sig av pulvret.
På grund av den utbredda användningen blev det allt svårare för apotekarna att tillgodose efterfrågan. Pulvret bereddes för hand, och enbart Apoteket Svanen i Huskvarna kunde inte producera tillräckliga mängder. Inte ens med apoteken i Gränna och Jönköping blev utbudet tillräckligt, och det utvecklades system med bulvanaffärer och hamstring. Under andra världskriget rådde det dessutom på grund av ransonering medicinbrist, som bland annat omfattade fenacetin, vilket således påverkade tillverkningen av Hjortons pulver. Därför räckte inte ens apoteken i Huskvarna, Jönköping och Gränna till för att tillgodose det lokala behovet. Pulvret hade tagits upp i Apotekarnas formelsamling, vilket innebar att det gick att producera det på alla apotek i landet. På så vis skickades Hjortons pulver med post till Huskvarna från platser där bruket inte var lika stort, från Kiruna i norr till Malmö i söder.
På 1950-talet, när försäljningen kulminerade, såldes mer än 8 000 påsar om dagen av pulvret enbart på Apoteket Svanen i Huskvarna. Kostnaden låg på ungefär 10 öre per påse, och 1959 betalade de 13 000 Huskvarnaborna ungefär 200 000 kronor sammanlagt för pulvret. De som brukade mest kunde få blåtonade munnar och ögonvrår.

## Pulvrets hälsoeffekter
Husqvarnas fabriksläkare Kurt Grimlund, som påbörjade sin tjänst på fabriken under början av 1950-talet, upptäckte att allt fler, inte minst av fabrikens arbetare, där användning av pulvret var utbrett, dog av njursvikt, utan att det fanns en tydlig förklaring till varför. I den internationella forskningen hade man under samma tidsperiod börjat finna tecken på att fenacetin eventuellt skulle kunna ha negativa hälsoeffekter, bland annat i USA och Schweiz, något som Grimlund hade uppmärksammat. Eftersom Grimlund visste om att fenacetinet var en av ingredienserna i det utbredda pulvret anade han att det kunde finnas ett samband. Han kunde till slut koppla skadorna till pulvret, och presenterade sina slutsatser i doktorsavhandlingen Phenacetin and renal damage at a Swedish factory (1963). I avhandlingen påvisar han att det finns en förhöjd användning av fenacetin i Huskvarna jämfört med motsvarande andra svenska städer. Han påvisar också att det finns en korrelation mellan bruket av pulvret och dödsfall från njursjukdom och uremi, och slutligen således att det sker fler dödsfall av dessa orsaker i Huskvarna än i motsvarande svenska städer. Bland annat visar han hur dödligheten i uremi låg på 6,5% i Huskvarna under femtiotalet, att jämföra med 2% i Fagersta. Slutligen lyckas han koppla dödsfallen till det i pulvret verksamma fenacetinet, bland annat genom att visa att 65% av de som var njursjuka också var brukare av Dr Hjortons pulver. När Grimlund lagt fram sin avhandling reagerade Medicinalstyrelsen, och 1961 receptbelades alla fenacetinpreparat. I Huskvarna ersattes i allt väsentligt det fenacetinbaserade preparatet med Koffazon, som innehöll koffein och fenazon men inget fenacetin. Grimlund blev 1978 medicine hedersdoktor vid Uppsala universitet på grund av sin upptäckt.
År 1983 togs fenacetinet bort över listan över lagliga läkemedel, eftersom det hade påvisats orsaka kronisk njursvikt.

## Användning i svenska städer
Användningen av Hjortons pulver var som mest utbredd i Huskvarna, och delvis Jönköping. Det fanns dock liknande preparat i andra svenska städer, bland annat Möllers pulver som tillverkades i Eskilstuna och som också innehöll fenacetin.
| Stad       | Användning (gram per invånare) |
| ---------- | ------------------------------ |
| Huskvarna  | 54                             |
| Jönköping  | 23,6                           |
| Eskilstuna | 8,5                            |
| Avesta     | 6,0                            |
| Fagersta   | 5,3                            |
| Västerås   | 5,3                            |